# Matt Moore
Matthew Erickson Moore (Van Nuys, 9 agosto 1984) è un giocatore di football americano statunitense che milita nel ruolo di quarterback per i Kansas City Chiefs della National Football League (NFL).
Al college giocò a football a UCLA ed Oregon State. Inizialmente firmò coi Dallas Cowboys in qualità di free agent non scelto nel Draft NFL 2007.

## Carriera professionistica

### Dallas Cowboys
Moore non fu scelto nel draft 2007 ma successivamente firmò come free agent dai Dallas Cowboys. Malgrado avesse completato 21 passaggi su 29 tentativi per 182 yard ed touchdown senza intercetti, con un passer rating di 100,1, durante la pre-stagione dei Cowboys, a Moore non fu offerto un posto nel roster attivo così firmò per i Carolina Panthers il 2 settembre 2007.

### Carolina Panthers

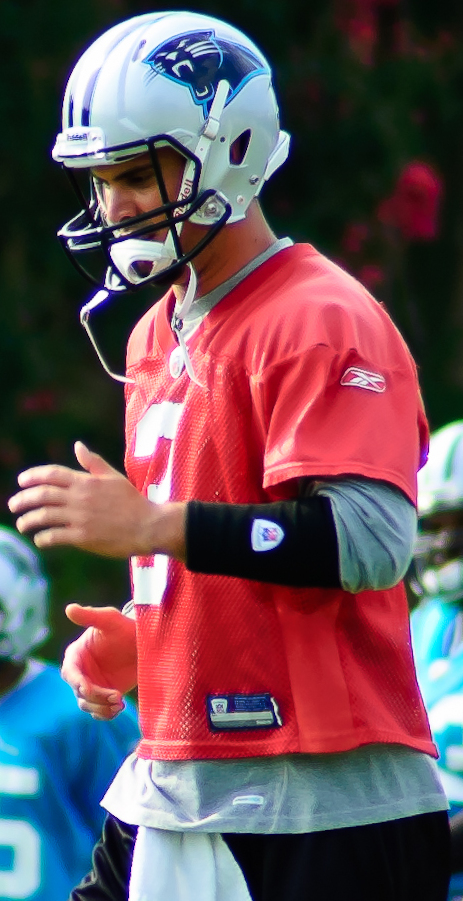
Moore nel 2010 coi Panthers

Moore debuttò nella NFL il 7 ottobre 2007 contro i Saints per sostituire l'infortunato David Carr che però rientrò verso la fine del secondo tempo. Dopo una serie di prestazioni insoddisfacienti di Carr e Vinny Testaverde, Moore giocò la sua prima da titolare contro i Seattle Seahawks lanciando per 207 e vincendo la partita. Grazie a questa ed alle seguenti prestazioni vinse il premio di rookie del mese di dicembre.
Dopo aver saltato tutta la stagione 2008 per un infortunio, Moore tornò nel 2009 in cui iniziò cinque sole partite da titolare ma fece registrare la miglior prestazione della carriera nella sorprendente vittoria 26–7 sui Minnesota Vikings. Matt completò 21 passaggi su 33 per 299 yard, 3 touchdown e nessun intercetto portando il suo record da titolare in carriera a 4-2. 
Partito come titolare nella stagione 2010, Moore in seguito perse il posto in favore del rookie Jimmy Clausen. Dopo 3 gare consecutive in panchina, Moore tornò titolare contro i San Francisco 49ers, dove completò 28 passaggi su 41 per 308 yard, 2 touchdown e nessun intercetto subito. Nella sconfitta contro i New Orleans Saints nella settimana 9 Moore si infortunò alla spalla terminando così la stagione.

### Miami Dolphins
Moore firmò coi Dolphins il 28 luglio 2011 per fungere da riserva di Chad Henne. Il 2 ottobre entrò in campo contro San Diego per sostituire l'infortunato Henne. Il 6 novembre divenne il primo quarterback titolare di Miami da Chad Pennington nel 2008 a lanciare 3 TD in una partita, nella vittoria 31-3 sui Kansas City Chiefs. Si ripeté nella settimana 11 schiantando i Bills 35-8, turno in cui ebbe il più alto passer rating della lega.

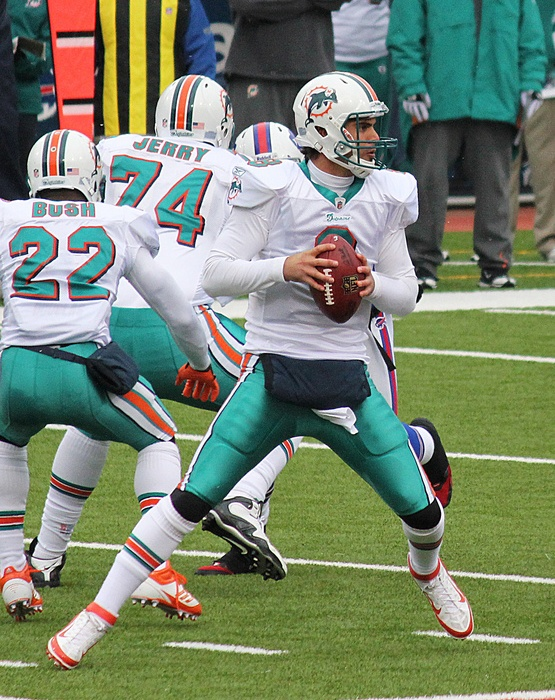
Moore contro i Buffalo Bills nel 2011.

Nel Draft NFL 2012, i Dolphins scelsero come ottavo assoluto il quarterback Ryan Tannehill che entrò in competizione con Moore per il posto da titolare dei Dolphins. Il 21 maggio 2012, il proprietario della franchigia Stephen Ross annunciò però che Matt sarebbe stato il titolare nella prima gara della nuova stagione.  Malgrado quanto affermato in precedenza, dopo le prime due gare di pre-stagione, l'allenatore Joe Philbin annunciiò che Tannehill sarebbe stato il titolare dei Dolphins per la stagione 2012.
Moore debuttò nella stagione 2012 nella settimana 8 dopo che un infortunio tolse dai giochi Tannehill all'inizio della partita coi Jets. Moore non fece rimpiangere il titolare passando 131 yard con un touchdown e guidando i Dolphins alla vittoria.
L'8 marzo 2013, Moore firmò un prolungamento contrattuale biennale del valore di 8 milioni di dollari con i Dolphins. Negli anni successivi rimase la riserva di Tannehill, tornando titolare per la prima volta dal 2011 nel quindicesimo turno della stagione 2016, dopo che nella gara precedente Tannehill si era infortunato al legamento crociato anteriore. In quella sfida coi Jets, Moore passò 4 touchdown e un intercetto nella vittoria per 34-13, la nona stagionale per Miami, che tornò ad avere una stagione con più vittorie che sconfitte per la prima volta dal 2008. Per quella prestazione fu premiato per la seconda volta in carriera come giocatore offensivo della AFC della settimana. Moore, a causa dell'infortunio di Tannehill, rimase titolare per il resto della stagione, inclusa la gara del primo turno di playoff persa contro Pittsburgh in cui passò 289 yard, un touchdown e subì un intercetto.
Nel 2017 Tannehill perse tutta la stagione per infortunio e per sostituirlo i Dolphins scelsero il ritirato Jay Cutler. Quando anche questi si infortunò nel  settimo turno contro i New York Jets, Moore prese il suo posto con la squadra in svantaggio di 14 punti, guidandola alla vittoria con 17 punti segnati nel quarto periodo. Partito come titolare la settimana successiva, non ebbe altrettanta fortuna, subendo 2 intercetti, entrambi ritornati in touchdown, nella sconfitta contro i Baltimore Ravens per 40-0.

### Kansas City Chiefs
Dopo essere rimasto per un anno fuori dai campi di gioco, nel 2019 Moore firmò con i Kansas City Chiefs per fungere da riserva di Patrick Mahomes. Dopo che questi si infortunò all'inizio della gara del sesto turno contro i Broncos, Moore gli subentrò guidando la squadra alla vittoria per 30-6, passando 117 yard e un touchdown. La settimana successiva partì come titolare ma 267 yard passate e 2 TD non furono sufficienti a battere i Green Bay Packers. La settimana successiva guidò i Chiefs alla vittoria sui Minnesota Vikings passando 275 yard e un touchdown. Mahomes tornò a partire titolare dalla settimana seguente.

## Palmarès

### Franchigia
- Super Bowl : 1

Kansas City Chiefs: LIV
- American Football Conference Championship: 2

Kansas City Chiefs: 2019, 2020

### Individuale
- Rookie offensivo del mese: 1

dicembre 2007
- Giocatore offensivo della AFC della settimana: 2

9ª del 2011, 15ª del 2016

## Statistiche

### Stagione regolare
| Anno     | Squadra           | P  | PT | Passaggi | Passaggi | Passaggi | Passaggi | Passaggi | Passaggi | Passaggi | Corse | Corse | Corse | Corse | Fumble | Fumble |
| Anno     | Squadra           | P  | PT | Comp     | Ten      | %        | Yard     | TD       | Int      | Rat      | Ten   | Yard  | Media | TD    | FUM    | Persi  |
| -------- | ----------------- | -- | -- | -------- | -------- | -------- | -------- | -------- | -------- | -------- | ----- | ----- | ----- | ----- | ------ | ------ |
| 2007     | Carolina Panthers | 9  | 3  | 63       | 111      | 56.8     | 730      | 3        | 5        | 67.0     | 3     | 5     | 1.7   | 0     | 2      | 0      |
| 2008     | Carolina Panthers | 0  | 0  | –        | –        | –        | –        | –        | –        | –        | –     | –     | –     | –     | –      | –      |
| 2009     | Carolina Panthers | 7  | 5  | 85       | 138      | 61.6     | 1,053    | 8        | 2        | 98.5     | 12    | −3    | −0.3  | 0     | 2      | 0      |
| 2010     | Carolina Panthers | 6  | 5  | 79       | 143      | 55.2     | 857      | 5        | 10       | 55.6     | 5     | 25    | 5.0   | 0     | 4      | 2      |
| 2011     | Miami Dolphins    | 13 | 12 | 210      | 347      | 60.5     | 2,497    | 16       | 9        | 87.1     | 32    | 65    | 2.0   | 2     | 14     | 6      |
| 2012     | Miami Dolphins    | 2  | 0  | 11       | 19       | 57.9     | 131      | 1        | 0        | 96.6     | 5     | -3    | -0.6  | 0     | 0      | 0      |
| 2013     | Miami Dolphins    | 1  | 0  | 2        | 6        | 33.3     | 54       | 0        | 2        | 27.1     | -     | -     | -     | 0     | 1      | 0      |
| Carriera | Carriera          | 38 | 25 | 450      | 764      | 58.9     | 5,321    | 33       | 28       | 80.5     | 57    | 89    | 1.6   | 2     | 23     | 8      |